# Izrael kultúrája
Izrael kultúrája elválaszthatatlanul kapcsolódik a zsidó kultúrához, de ha a mai Izrael kulturális életéről akarunk beszélni, szem előtt kell tartanunk, hogy az állam csak a 20. század közepén alakult és lakosai a világ minden részéről érkeztek, akik magukkal hozták szokásaikat és  hagyományaikat. 

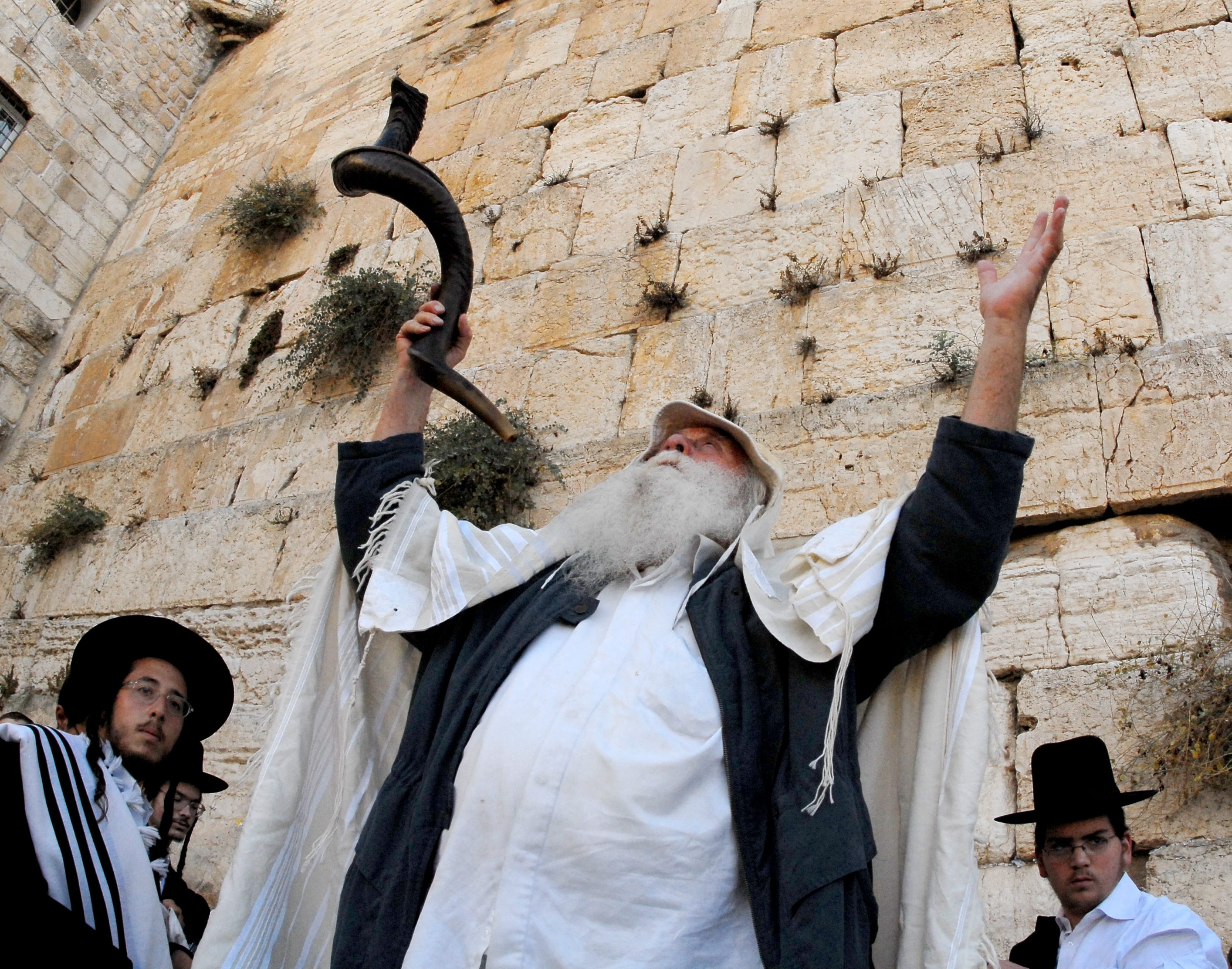
Vallásos zsidók imádkoznak a siratófalnál jom kippur idején

## Oktatási rendszer

### Alap– és középfok

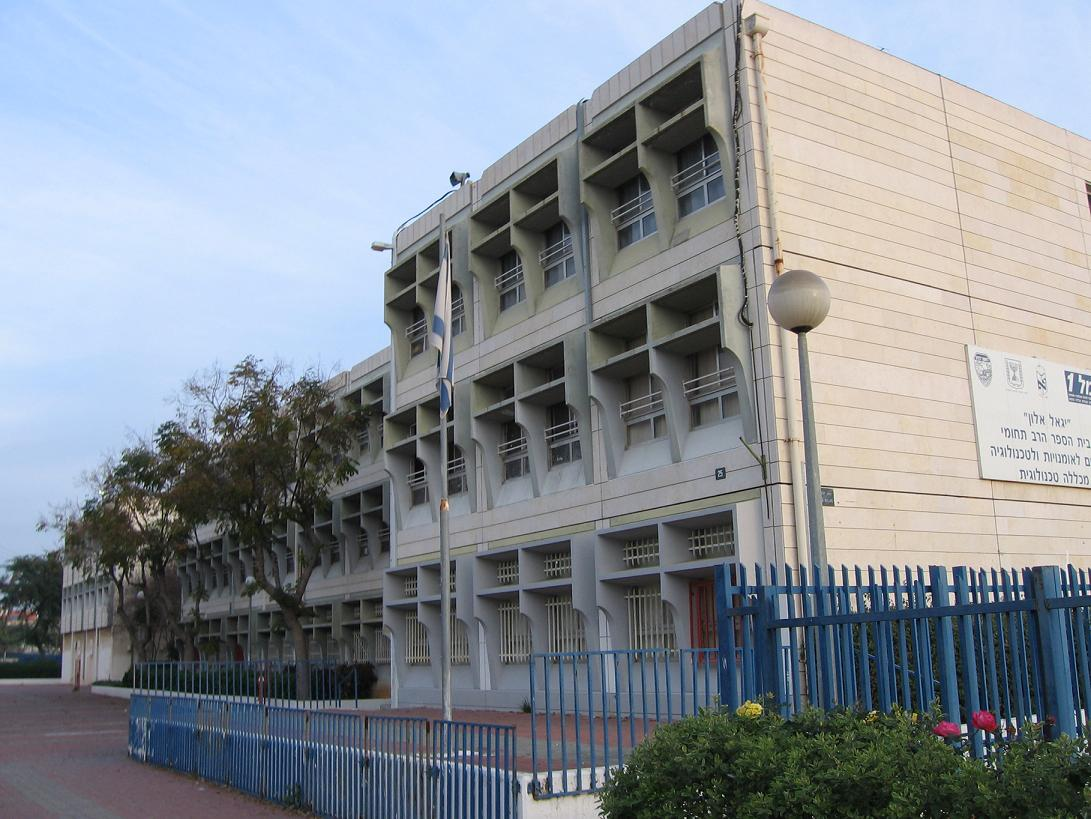
Középiskola Rishon LeZion-ban

Az oktatási rendszer három rétegből áll: 
- alapfokú oktatás (1–6. oszt., kb. 6–12 éves korosztály),
- alsó középiskola (7–9. oszt., kb. 12–14/15 évesek), az általános iskola és a középiskola között nyújt oktatást
- középiskola (10–12. oszt., kb. 14/15–19 évesek).

A kötelező oktatás a 12. osztályig terjed.
Az iskolai év szeptember 1-jén kezdődik (szeptember 2-án, ha szeptember 1-jén szombat van), és az általános iskolás tanulók számára június 30-án (június 29-én, ha június 30-án van szombat) ér véget. A középiskolások esetében június 20-án.

### Jellemzők
A középfokú végzettséget követően a fiatalokat rendszerint bevonják az Izrael Védelmi Erőkbe (IDF), de kérhetik a katonai idő elhalasztását  az önkéntes szolgálat megkezdése vagy a felsőoktatási intézménybe történő előkészítő tanfolyamok miatt. A legtöbb fiatal azonban 21 éves korát követően kezdi el felsőfokú tanulmányait, a férfiak esetében három, a nőknél két év kötelező katonai szolgálat után.
Izrael lakossága jól képzett, és az izraeli társadalom nagyra értékeli a tanulást. A magas képzettség fontos a zsidó kultúrában és az egész izraeli társadalomban, és sok izraeli szülő áldozza saját személyes kényelmét és anyagi erőforrásait annak érdekében, hogy gyermekeiknek a lehető legmagasabb szintű oktatást biztosítsák.
2012-ben a lakosság 45% -ának van egyetemi vagy főiskolai diplomája, ezzel a második legiskolázottabb ország a világon.

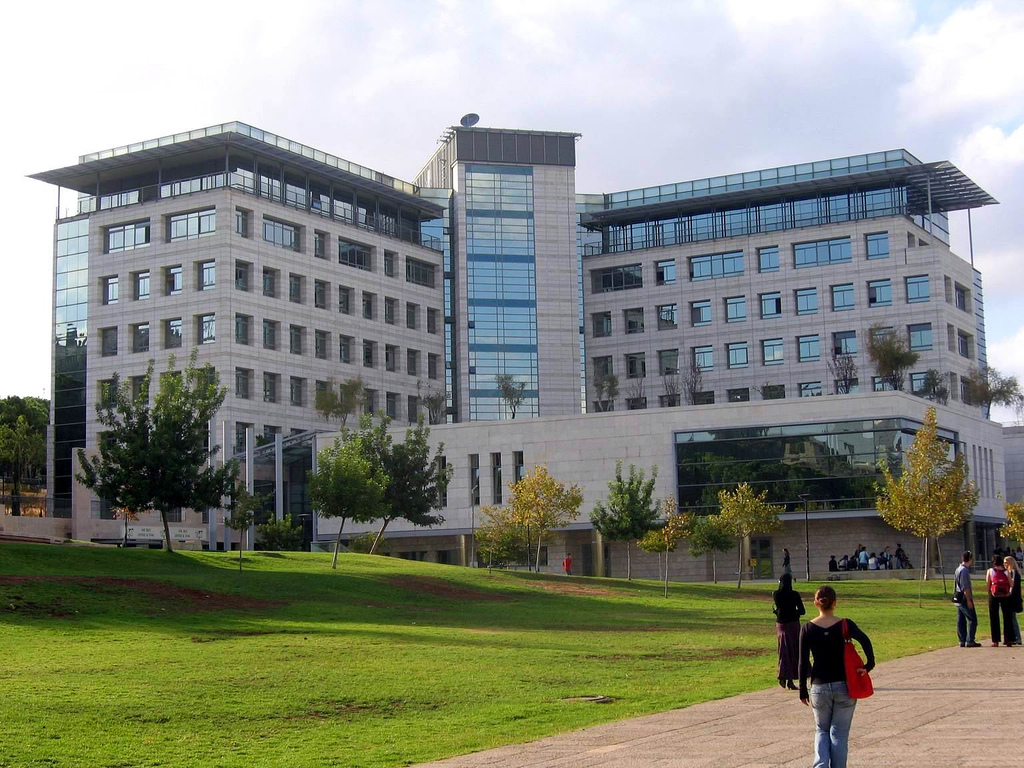
Számítástechnikai kar épülete, Technion - Izraeli Technológiai Intézet, Haifa

### Felsőoktatás
Izraelben nyolc egyetem van és számos főiskola. Az egyetemek:
- Technion – Izraeli Műszaki Egyetem (Haifa)
- Jeruzsálemi Héber Egyetem
- Weizmann Tudományegyetem (Rehovot)
- Bar-llan Egyetem (Ramat Gan)
- Tel-Avivi Egyetem
- Haifai Egyetem
- Ben-Gurion Egyetem (Be’er Sheva)
- Szabadegyetem távoktatási rendszere

A Technion-t és a Jeruzsálemi Héber Egyetem-et a világ 100 legjobb egyeteme közé sorolják (2016).

## Kulturális intézmények

### Kulturális világörökség
A Szentföld, különösképpen Jeruzsálem városa a keresztények számára mindenképp a világ kulturális örökségének része. De a zsidó vallás és az iszlám hívei számára is igen jelentős hely. Nem Izrael, hanem Jordánia javaslatára vették fel az UNESCO által vezetett kulturális világörökségek listájára Jeruzsálem óvárosát és falait 1981-ben.
Izrael kezdeményezésére lett a világörökség része:
- Acre (Akkón) óvárosa (a keresztes háborúk idejében volt jelentős város);
- Maszada régészeti lelőhelye (a zsidók felkelése a rómaiak ellen);
- Tel-Aviv (Fehér Város, a modern stílus);
- Bibliai lelőhelyek - Megiddó, Hazor, Beér-Seva;
- A tömjénút városai a Negev-sivatagban;
- Bahá'i szent helyek - Haifa és Nyugat-Galilea.

## Tudomány
A tudomány és a technológia az ország egyik legfejlettebb ágazata.
2015-ben Izrael a bruttó hazai termék (GDP) 4,3% -át költötte polgári kutatás-fejlesztésre, ami a világon a legmagasabb arány. 2019-ben a Bloomberg innovációs index Izraelt a világ leginnovatívabb országai között az ötödik helyre rangsorolta.
A világ országai közül Izraelben a legmagasabb a lakossára jutó tudósok száma. Itt megemlítendő, hogy a 13 magyarnak tartott Nobel-díjas közül nyolc zsidó származású volt.
Az ország kiemelkedik a csúcstechnológiai termékek gyártásában. 1998-ban a Newsweek Tel-Avivot a világ technológiai szempontból tíz legbefolyásosabb városa közé sorolta.
2012-ben a Google elnöke, Eric Schmidt egy idelátogatása során mondta, hogy „Izrael az Egyesült Államok után a világ legfontosabb csúcstechnológiai központja”.
2000 óta Izrael az EUREKA, a páneurópai kutatás-fejlesztési és innovációs szervezet tagja.

| Abraham Fraenkel | Michael O. Rabin | Robert Aumann | Daniel Kahneman | Dan Shechtman | Ada Jonat |
| ---------------- | ---------------- | ------------- | --------------- | ------------- | --------- |
|                  |                  |               |                 |               |           |

## Művészetek

### Építészet

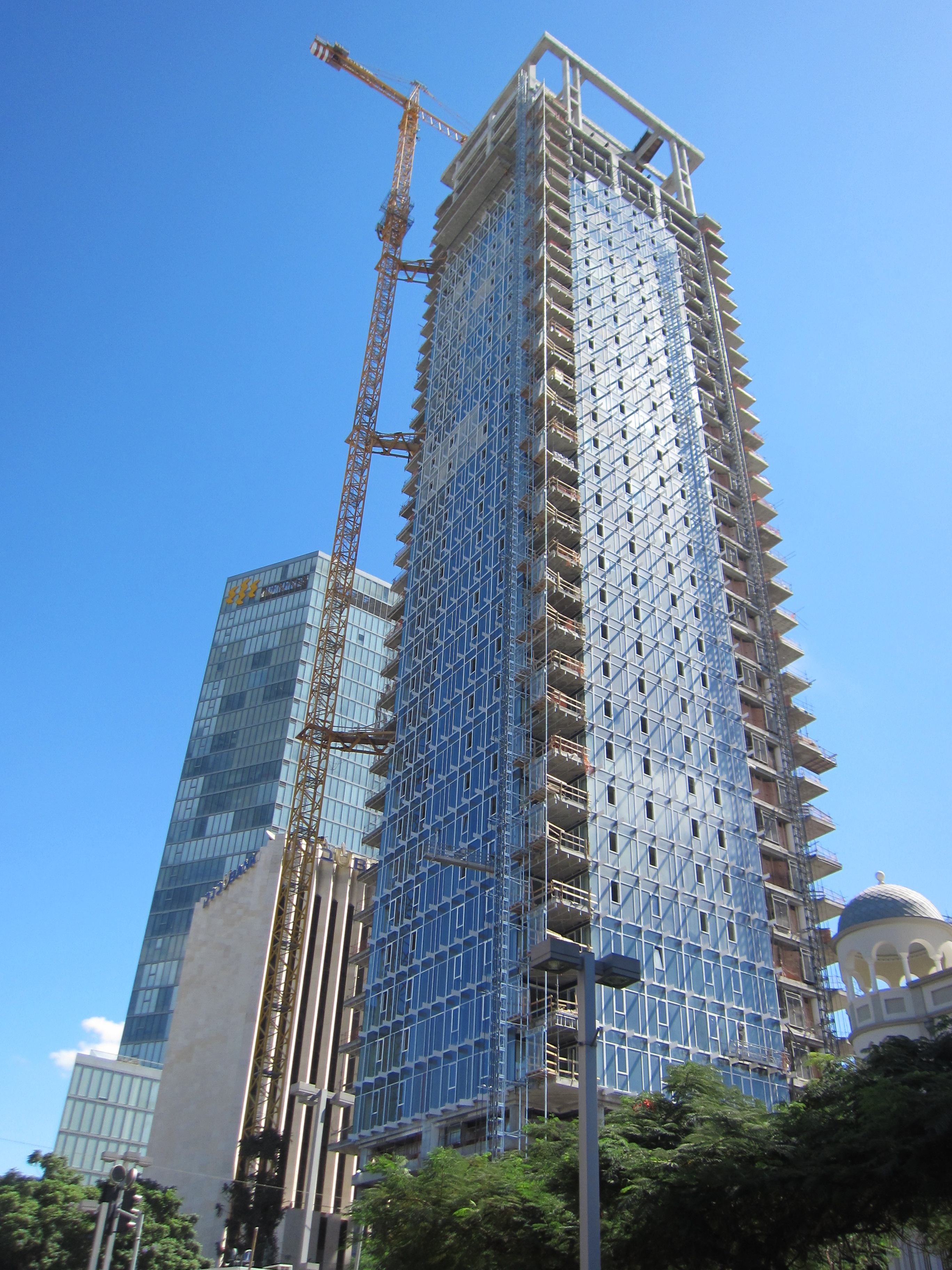
A Meier Rothschild-torony, Tel-Aviv legmagasabb lakóépülete

Az új állam megalakulása előtti időszakban szinte nem is volt Izraelben egységes és megnevezhető építészeti stílus. Az arab falvakban összetákolt kunyhók és kisebb kőépületek semmiféle építészeti tervezetet nem igényeltek. Az angol mandátum idején épített középületeket a stíluskeresés jellemezte. Az 1930-as évekig, amikor a Németországból menekült szakemberek első hulláma megérkezett a régióba, egységes stílusról nem lehetett beszélni. A német építészek keze nyomán ekkor megjelentek a Bauhaus-stílusban épített házak. A középületek és a katonai erődök  - amelyeket az angolok az ország számos pontján felépítettek - a koloniális stílust követték. Minden bevándorló náció azt a stílust igyekezett követni, amelyet a szülőföldjén megismert, s közben a klimatikus viszonyok és a kedvezőtlen adottságok majdnem megoldhatatlan problémáival is meg kellett küzdeniük. 
Izrael építészete számos különféle stílusú épületből áll, mivel az ország etnikailag heterogén, és a nemzetek mindegyike más stílusban hozta létre az építményeit. Igen változatos építészettel rendelkezik, vannak itt iszlám mecsetek minaretekkel, különféle keresztény templomok és kolostorok, az orosz ortodox templomok kupolái, középkori eredetű keresztes erőd, modern kori, Bauhaus stílusú épületek, és magas felhőkarcolók. Izrael nemzeti parkjai számos ókori romvárost is magukba foglalnak.

### Képzőművészet
Meglehetősen szokatlan, hogy egy modern világban élő nemzet képzőművészeti életét olyan szabályok, rendelkezések irányítsák és alakítsák, amelyeket a Sinai hegynél véstek kőbe több mint 3000 évvel ezelőtt. A kép akkor teljes, ha figyelembe vesszük, hogy a hívők szerint ezeket a "rendeleteket" nem választott törvényhozók és elöljárók, hanem maga Isten írta elő a zsidó nép számára. Izrael képzőművészetét mind a mai napig a Mózes második könyvében található Tízparancsolat jellemzi és korlátozza: Ne csinálj magadnak faragott képet és semmi ahhoz hasonlót...
Akár a jeruzsálemi templomok építészeti szépségében gyönyörködünk, akár a Bibliát lapozgatjuk – sem itt, sem ott nem találunk szobrokat, szoborábrázolásokat vagy festményeket, ábrákat. A ne csinálj magadnak faragott képet törvény még ma is élni látszik az izraeli utcák és terek kopár házain, a középületek csupasz falán. 

### Színház
A színházi életnek, a színművészetnek is vannak hagyományai, azok a szokásostól eltérőek, amelyek egyedül Izraelre jellemzők. Az ország első színháza, a Habima (héber: תיאטרון הבימה Teatron HaBima), Moszkvában alakult 1918-ban és a társulat 1928-ban telepedett le Palesztinában. Az idők folyamán Nemzeti Színházzá lépett elő, előadásait elsősorban a Tel-Avivban levő épületében tartja. 
Tel-Aviv városi társulata a Kameri (héber: התיאטרון הקאמרי, HaTeatron HaKameri) egyike az ország vezető színház-társulatainak. A haifai és a Be'er Sheva-i városi színházak mellett Jeruzsálemben és Tel-Avivban vannak amatőr, vagy félig műkedvelő társulatok is. Az egyik legkedveltebb fesztivál-színhely a cézáreai római amfiteátrum. 

### Filmművészet

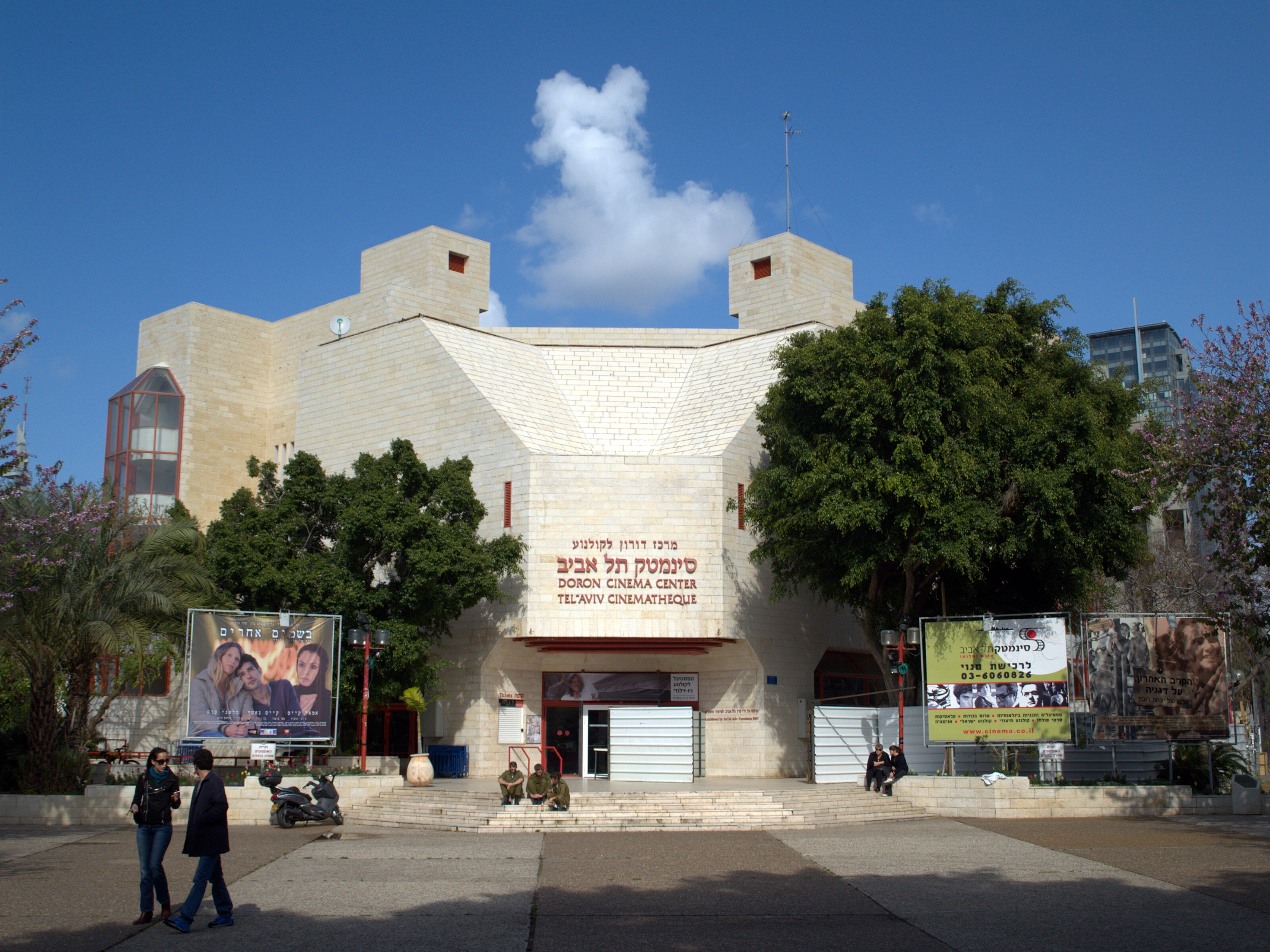
A Tel Aviv Cinematheque filmszínház és filmarchívum Tel Avivban. A HaArba'a Str. 2.-n található Cinematheque öt vetítőcsarnokkal rendelkezik. Izraeli és külföldi filmeket vetítenek.

Az izraeli filmkészítés az 1950-es évek kezdete óta jelentős fejlesztéseken ment keresztül. Az izraeliek által készített és rendezett első filmeket a korabeli izraeli irodalomhoz hasonlóan hősies történetbe öntötték. Néhány közelmúltbeli film továbbra is mélyen gyökerezik az izraeli történelemben, és olyan témákkal foglalkozik, mint a holokauszt túlélői és gyermekeik ("A Domim fa alatt"), valamint az új bevándorlók nehézségei ("Késői házasság"), mások a mai izraeli élet olyan kérdéseivel foglalkoznak, mint az izraeli-arab konfliktus (pl. "A citromfa", az "Ajami") a katonai szolgálat ("Beaufort", "Libanon") vagy az elidegenedett és hedonista társadalom ("Tel Aviv-i történetek").
Az izraeli fő nemzetközi filmfesztiválok a Jeruzsálemi Filmfesztivál és a Haifai Filmfesztivál.

### Zene

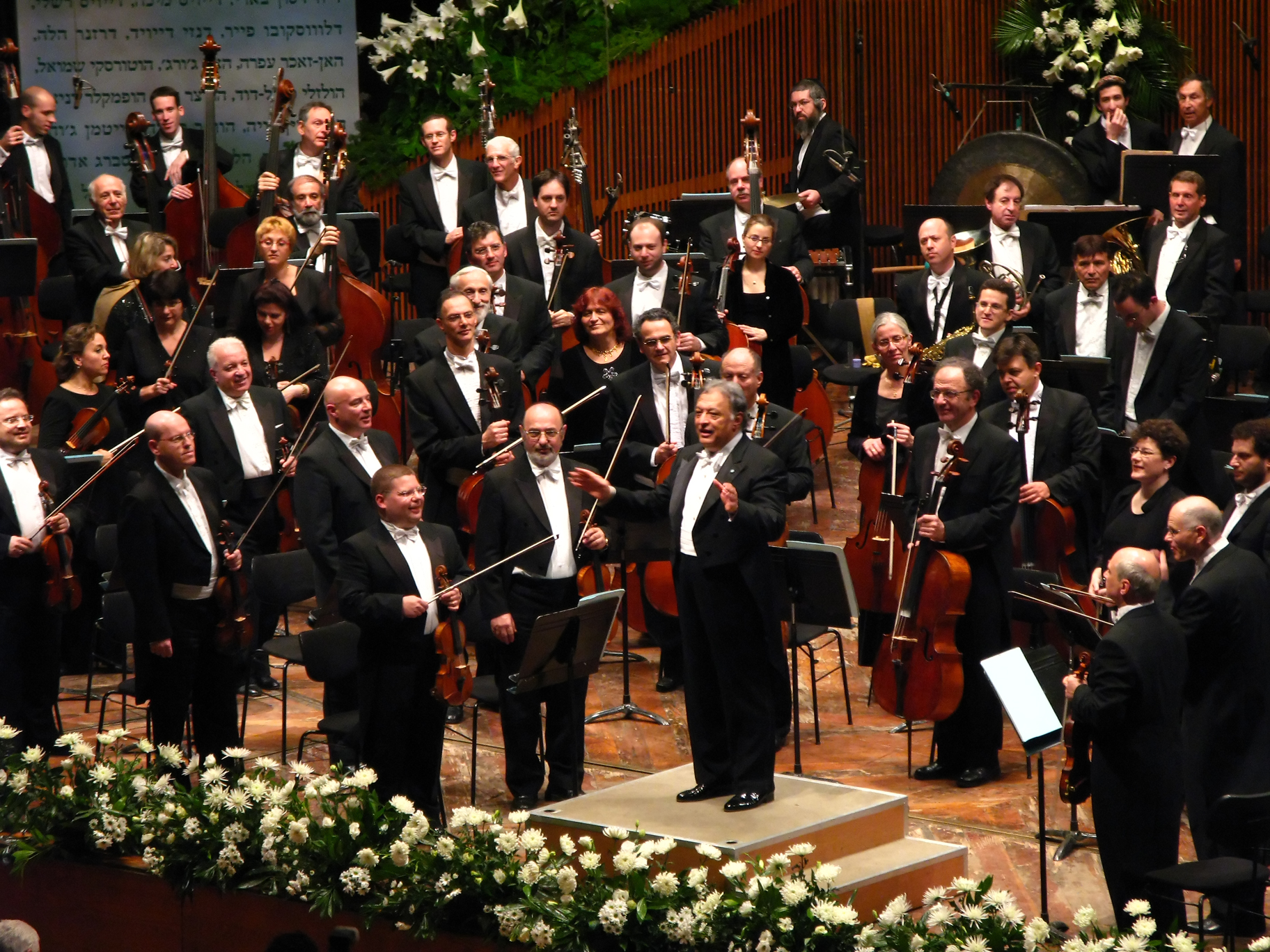
Izraeli Filharmonikus Zenekar

A világ egyik legjobb szimfonikus zenekarát, az Izraeli Filharmonikusok együttesét Broniszlav Huberman hozta létre 1936-ban. A zenekar alapító tagjai a fasiszta Németországból elmenekült zenészek voltak. Ma a világ legismertebb művészei és karmesterei jönnek Izraelbe, hogy a filharmonikusokkal fellépjenek.
Jeruzsálem egyik lakónegyede, a Jemin Mose az idők folyamán a világ egyik legrangosabb zeneközpontjává fejlődött.
Az izraeli kortárs zene sokoldalú, egyesíti a nyugati és a keleti zene elemeit és a műfajok széles spektrumát fedi le, beleértve az etióp, a közel-keleti soul, a rock, a jazz, a hip-hop, heavy-metal, az elektronikus, az arab és a mainstream elemeket is. Népszerűek az elektronikus zene különféle formái, a trance, a hard trance és a Goa trance stb. is, bár kiemelkedő izraeli művészek e kategóriából nem emelhetők ki. 
Nemzetközileg elismert izraeli énekesek és zeneművészek:
- Etti Ankri
- Keren Ann
- Mike Brant
- David Serero
- David D'Or
- Ofra Haza
- Dana International
- Ishtar
- Yael Naïm
- Achinoam Nini
- Gene Simmons
- Shoshana Damari (1923–2006)
- Yehoram Gaon (* 1939)
- Ha-Givatron
- Arik Lavi
- Naomi Schemer (1930–2004)
- Sarale Sharon
- Yafa Yarkoni (1925–2012)
- Esther Ofarim
- Daniel Barenboim (* 1942)
- Itzhak Perlman (* 1945)
- Amir Katz (* 1973)

A Haifán megrendezett fesztiválokon a világ minden részéről jött táncegyüttesek mutatják be művészetüket és országuk táncait.

### Tánc
Az izraeli tánckultúra a népi táncegyüttesek megalakulásával kezdődött. Néptánccsoport szinte minden kibucban, minden főiskolán és minden iskolában van.
A néptánc nagy jelentőséggel bír, és számos bevándorlói csoport kulturális örökségéből származik. Izraelnek számos profi balett- és modern táncegyesülete van. 
A professzionális táncegyüttesek és táncszínházak közül az Inbal (תאטרון מחול ענבל, Teatron Makhol Inbal) - Izrael legrégibb modern táncegyesülete - a jemeni és keleti zsidóság művészetét volt hivatva megmenteni. Ma már az egész világon elismert képviselője az izraeli tánckultúrának.
A világ minden tájáról híres társaságok és koreográfusok érkeznek Izraelbe, hogy fellépjenek és mesterkurzusokat tartsanak.

## Vallás
Izrael vallási megoszlása 2019-ben
A vallás az ország központi eleme, és nagy szerepet játszik a kultúra és az életmód kialakításában. Központi szerepet játszott Izrael történelmében is. Izrael az egyetlen ország a világon, ahol a polgárok többsége zsidó vallású. 
Az izraeli lakosság vallási hovatartozása 2019-ben :
- 74,2% zsidó,
- 17,8% muszlim
- 2,0% keresztény
- 1,6% drúz volt,
- a fennmaradó 4,4% -ban olyan vallások szerepeltek, mint a szamaritanizmus és a baha'i, valamint a nem vallásos emberek.

A Gallup 2015-ös felmérése azt állapította meg, hogy az izraeliek 65%-a "nem vallásos", csak 30%-uk tartja magát "vallásos"nak.
2007-ben az Israeli Democracy Institute közvélemény-kutatása szerint az izraeli zsidók 27%-a tartja be vallási előírásként a szombatot, míg 53%-a azt mondta, hogy egyáltalán nem tartja be. A bibliai teremtéstörténet szó szerinti értelmezését sok mai zsidó vallási közösség (konzervatív és reform) elveti és allegóriaként értelmezik azt.
A Pew kutatása szerint Izrael a világ országai között az ötödik helyen áll a "vallási normákkal kapcsolatos társadalmi ellenségeskedés" szintjén, és hatodik helyen áll az "vallások közötti feszültség és erőszak" szintjén. A vallási csoportok - a zsidók és a nem zsidók, a muzulmánok és keresztények, valamint a judaizmus különböző irányzatai (például az ortodox, a reform és a konzervatív zsidók) közötti kapcsolatok gyakran feszültek.
Izraelnek nincs alkotmánya. Míg az Izrael alaptörvényei, amelyek az alkotmány helyett szolgálnak, az országot „zsidó államként” határozzák meg, addig ezek az alaptörvények, a Knesszet alapszabályával, az Izrael Legfelsõbb Bíróságának határozataival és az Izraelben alkalmazott közjogi törvény különféle elemeivel párosulva, bizonyos védelmet nyújtanak a vallás szabad gyakorlásának az országban. 
Az izraeli törvény hivatalosan elismer öt vallást, amelyek mindegyike az ábrahámi vallásokhoz tartozik: a judaizmus, a kereszténység, az iszlám, a drúz és a bahá'í hit. Ezenkívül a törvény hivatalosan elismeri a kereszténység tíz külön irányzatát: a római, az örmény, a maronita, a görög, a szíriai és a káldeus egyházat; a görög ortodox egyházat; a szír ortodox egyházat; az örmény apostoli egyházat és az anglikanizmust.

## Nemzeti szimbólumok
- A nemzeti zászló: lásd Izrael zászlaja
- Nemzeti embléma: a menóra és két olajág (lásd még Izrael címere)
- A nemzeti madár: a Búbos banka[25]
- A nemzeti virág: Anemone coronaria (szellőrózsa)[26]
- A nemzeti fa: olajfa
- A nemzeti állat: Kánaán kutya

## Szokások
Számtalan szokás és sokféle kivétel van ebben a sokszínű és vegyes lakosságú országban, ahol mindent befogadnak. Izraelbe a világ minden tájáról érkeztek bevándorlók és minden csoportnak megvan a maga saját stílusa és szokásvilága.
Általánosan jellemző szokások:
- Az izraeliek a "Selom" (Shalom , שָׁלוֹם) köszöntést üdvözlésre és búcsúzásra egyaránt használják. Szokásos üdvözlési forma még a meleg kézfogás, melyet jó barátok barátságos hát- és vállveregetéssel kísérnek.
- Az emberek általában meglehetősen közel állnak egymáshoz beszélgetés közben és gyakran megérintik egymás karját is.
- Az időseket a társadalmi életben betöltött helyüktől függetlenül tisztelettel kezelik.
- Péntek napnyugtától a szombat esti napnyugtáig, sabbath idején leáll a tömegközlekedés az országban [28] és gyakorlatilag minden bezár. Ilyenkor ne próbálkozzunk üzleti tevékenységgel. A munkahét vasárnap reggel kezdődik és péntek napszálltáig tart.
- Az izraeliek hajszálra úgy bánnak az ügyféllel, ahogy az bánik velük. Ha az ügyfél durva, ők is azok, ha az ügyfél udvarias és kedves, ők is így viselkednek.
- A helyiek gyorsan felhergelik magukat, ha sorba kell állniuk vagy ha az üzleti tárgyalások nem haladnak megfelelően vagy akár minden ok nélkül. Többnyire csak cirkusz az egész.
- Az üzleti élet sietős, feszült, viszont nincsenek rossz szokások és titkos egyezségek, amelyekkel a külföldinek számolnia kellene. Üzleti tárgyalásokban gyakran előfordul hisztérikus jelenet, ordítozás, asztalcsapkodás, fenyegetőzés. Ez mind a feszültség levezetésének tartozéka náluk. Amint a "vihar" elmúlik, a tárgyalások úgy folytatódnak, mintha mi sem történt volna.

## Gasztronómia

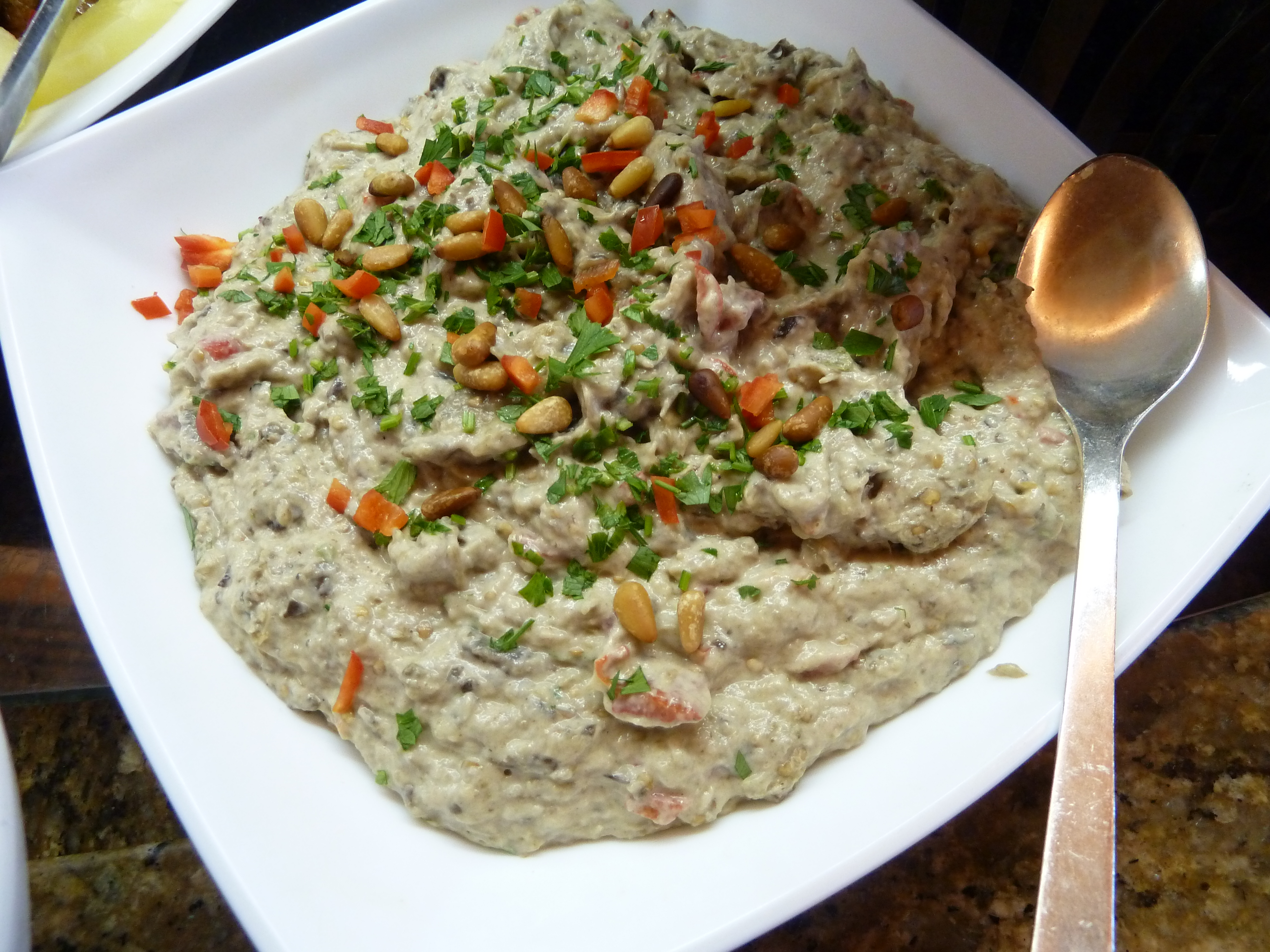
Izraeli padlizsán saláta majonézzel

Izraelben az otthonokban, az utcán, az autóbuszon utazás közben, de a koncertteremben is, mindenhol esznek. Az utcán egymást érik a falafelárusok, a sztékiák (lacikonyhák), legfeljebb az üzlet színvonala vagy a tálalás határozza meg, hogy mennyit fizetünk.
Izraeli konyháról nemigen beszélhetünk, ilyen nem létezik. A számtalan helyről bevándorolt lakosság érthető módon ragaszkodik otthoni gasztronómiai szokásaihoz, saját konyhaművészetét szeretné meghonosítani. Van itt keleti étterem, van görög, bolgár, kínai, hindu, libanoni, tuniszi, francia, orosz és magyar konyha is, és mindegyik az otthonról ismert eredeti népi ételeket főzi.
A legtöbb étterem és szálloda konyhája kóser, ami a magyar embernek sok korlátozást jelent.

## Ünnepek és munkaszüneti napok
A heti általános munkaszüneti nap a szombat, ilyenkor bezár minden, de az arabok pénteken, a keresztények pedig vasárnap tartják zárva az üzleteiket. A Tóra alapján a napokat naplementétől naplementéig számolják, ezért az izraeli szombati munkaszüneti nap már pénteken naplementétől kezdődik. Szombaton (vagyis péntek estétől szombat estig) nem közlekednek az autóbuszok (kivéve egyes városokat, ahol Sherut buszok mennek), sem a vonatok.
Miután a zsidó naptárban az év holdév - ami valamivel rövidebb, mint a nap-év, az ünnepek zsidó dátumai sem egyeznek a hagyományos naptár dátumaival. Így például az Újév két napja szeptember és október bármelyik napján is lehet, ahogy a purim, az örömünnep is vándorolhat február és március között.
- Rós hásáná - a zsidó újév, Tisri hónap 1-2. (szeptember vagy október)
- Jom kippur - az egyik legnagyobb ünnep, az egész ország - még a nem vallásosak is - a teljes napot a templomban töltik, ünnepi hangulatban.
- Szukkót - 7 napos sátoros ünnep a 40 éves pusztai vándorlás emlékére
- Purim - az egyik leglátványosabb ünnep Ádár hónapban 14-én (február-március)
- Pészach - 8 napos ünnep az egyiptomi fogságból való szabadulás emlékére. Niszán hónap 14-től tartják (március-április)
- Nemzeti ünnep - függetlenség napja 1948 a zsidó naptár szerint ünneplik, minden év Ijjár hó 5-én. A függetlenség kikiáltása 1948. május 14-én (Gergely-naptár) 5708. év Ijjár hó 5-én (zsidó naptár) történt. Így az ünnep napja évente mozgó dátum a Gergely-naptárhoz képest.

## Fordítás
- Ez a szócikk részben vagy egészben  a   Culture of Israel című angol Wikipédia-szócikk fordításán alapul.  Az eredeti cikk szerkesztőit annak laptörténete sorolja fel. Ez a jelzés csupán a megfogalmazás eredetét és a szerzői jogokat jelzi, nem szolgál a cikkben szereplő információk forrásmegjelöléseként.